# Oaxaca de Juárez
Oaxaca de Juárez (zkráceně pouze též Oaxaca) je mexické město na jihu státu. Je hlavním městem stejnojmenného státu Oaxaca. Nachází se v centrálním oaxackém údolí v pohoří Sierra Madre del Sur. Jako hlavní město státu představuje Oaxaca kulturní, ekonomické, vzdělanostní, obchodní i správní středisko celého regionu. V metropolitní oblasti Oaxacy, do které spadá samotné město a dalších 19 obcí, žilo v roce 2010 593 522 osob. 

## Historie
V těsné blízkosti města se nachází předkolumbovské zapotécké město Monte Albán, jehož historie sahá až do 5. století př. n. l. Monte Albán patřil k nejvýznamnějším městům Mezoameriky. První španělští conquistadoři přišli na území dnešní Oaxacy v roce 1521. Od roku 1529 do vyhlášení nezávislosti Mexika v roce 1821 se město jmenovalo Antequera (podle města Antequera ve Španělsku). Historické centrum Oaxacy představuje unikátní a zachovalý příklad španělské koloniální architektury a společně s Monte Albán figuruje od roku 1987 na seznamu kulturního dědictví UNESCO.

## Partnerská města
Zdroj:
- Palo Alto, USA
- Havana, Kuba
- Cartago, Kostarika
- Mérida, Venezuela
- Rueil-Malmaison, Francie
- Antequera, Španělsko

## Fotogalerie

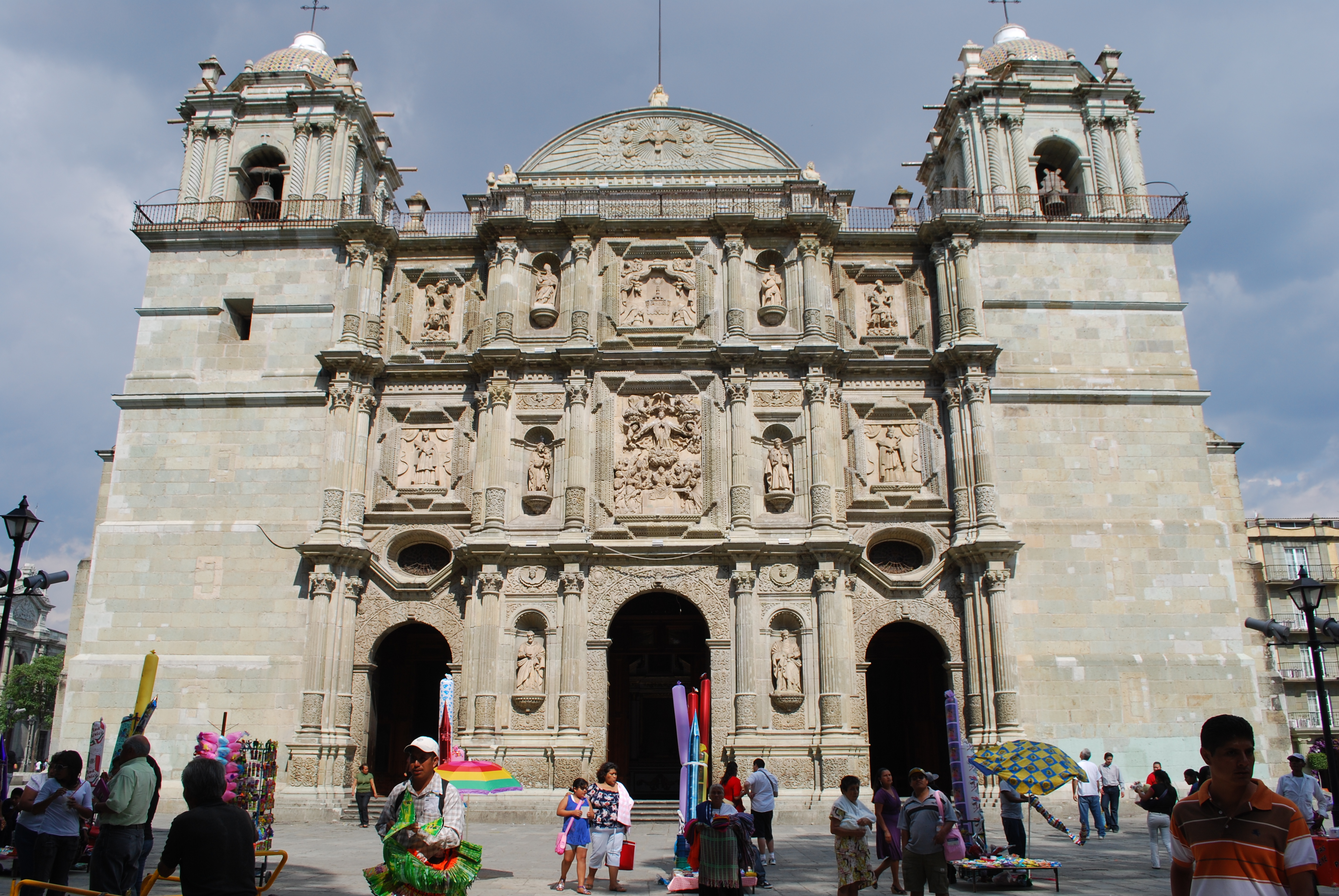
Katedrála
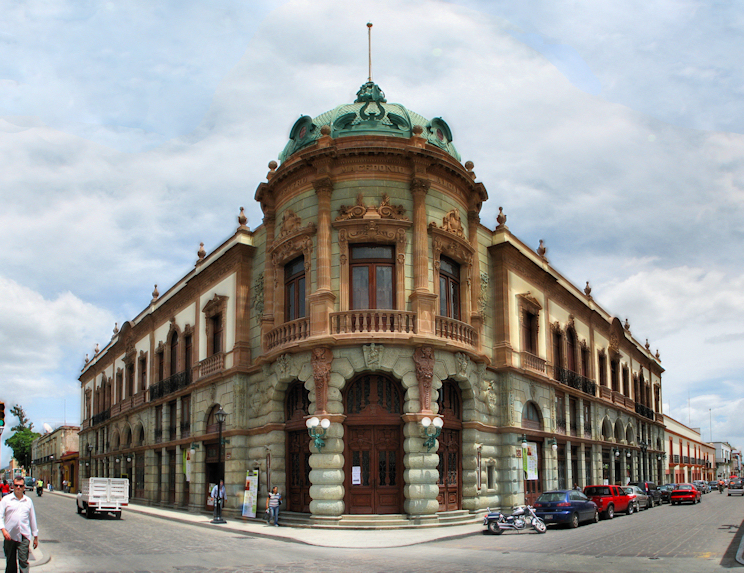
divadlo Macedonio Alcalá
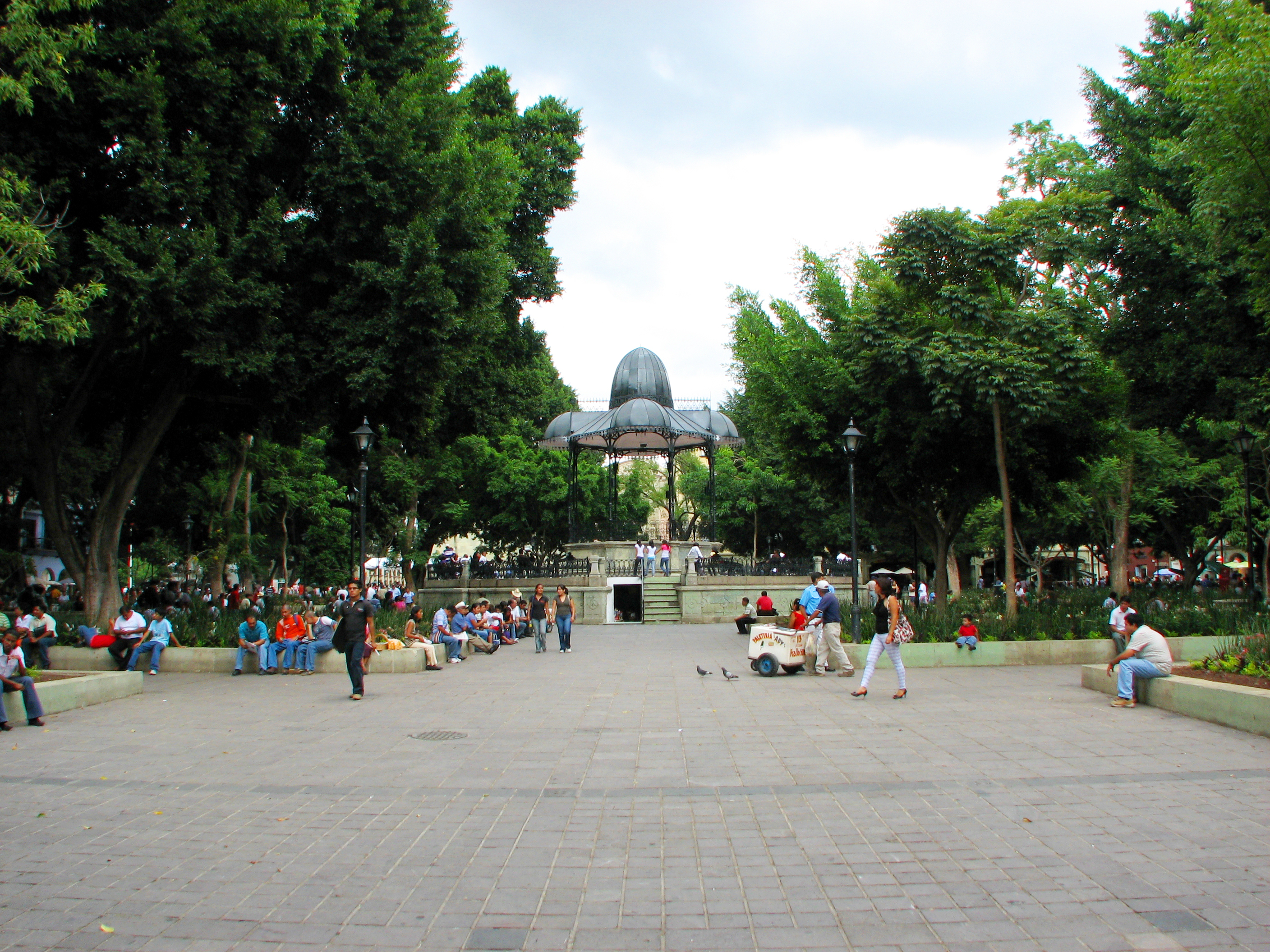
zdejší Zócalo
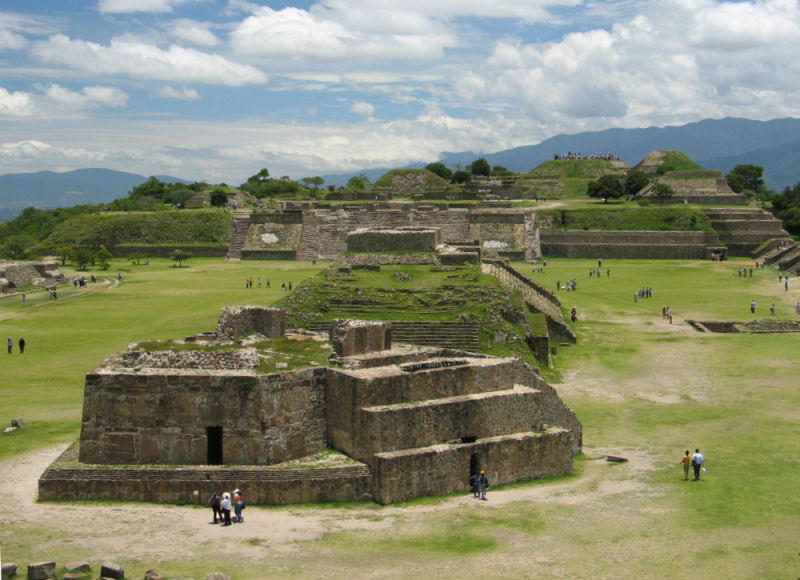
Monte Albán